# Astatotilapia bloyeti
Astatotilapia bloyeti är en fiskart som först beskrevs av Sauvage, 1883.  Astatotilapia bloyeti ingår i släktet Astatotilapia och familjen Cichlidae. IUCN kategoriserar arten globalt som livskraftig. Inga underarter finns listade.